# Veliki Lipovec (Chorwacja)
Veliki Lipovec – wieś w Chorwacji, w żupanii zagrzebskiej, w mieście Samobor. W 2011 roku liczyła 85 mieszkańców.